# طبان لو لوينغ
طبان لو ليونغ (من مواليد 1939) هو شاعر وأكاديمي وكاتب قصصي ونقد أدبي من جنوب السودان. وُلِد في كاجو كاجي، بأتشولي، في منطقة استوائية في جنوب السودان، لكنه نُقل إلى أوغندا في سن مبكرة. وقد ألهمت آراؤه السياسية، فضلًا عن رفضه الصريح لنظام التعليم في فترة ما بعد الاستعمار في شرق أفريقيا، المزيد من الانتقادات والجدل منذ أواخر الستينيات.

## السيرة
ولد في أتشولي، وهي منطقة تقع في جنوب السودان تحت الحكم البريطاني آنذاك. بعد تخرجه من المدرسة الثانوية في أوغندا، التحق بكلية المعلمين الوطنية في كامبالا، عاصمة أوغندا، قبل أن يواصل دراسته الجامعية في كلية نقسفيل في تينيسي، ودراساته العليا في جامعة هوارد. وفي عام 1968، كان أول خريج أفريقي من ورشة عمل الكتاب بجامعة أيوا. وبعد أن أكمل دراسته في الولايات المتحدة، منعه النظام الاستبدادي لعيدي أمين من العودة إلى أوغندا. وبدلًا من ذلك، ذهب إلى كينيا المجاورة وقام بالتدريس في جامعة نيروبي. علاوة على ذلك، قام أيضًا بالتدريس في جامعات في السودان وجنوب السودان وبابوا غينيا الجديدة وأستراليا واليابان وجنوب أفريقيا. كتب بالتعاون مع هنري أوور-أنيومبا (بالإنجليزية: Henry Owuor-Anyumba) والكاتب الكيني نجوجي وا ثيونغو، كتابًا عنوانه: عن إلغاء قسم اللغة الإنجليزية في عام 1972.
وبناءً على هذه المقالة، التي ألهمت طلاب ما بعد الاستعمار للغة الإنجليزية في أفريقيا للتساؤل حول ممارسات تخصصهم، تعرض ليونج وأور أنيومبا ووا ثيونغو للانتقاد بسبب دعوتهم إلى النقاء الثقافي أو حتى العنصري داخل الأوساط الأكاديمية. وكان هدفهم المعلن هو إعادة إرساء طرق المعرفة والفهم التقليدية في شرق إفريقيا في الأدب، في محاولة لتحقيق الأصالة وكوسيلة للمنطقة لفهم نفسها بشكل أفضل في سياق الاستقلال الوطني. ومن خلال وضع الثقافة الأفريقية في مركز التعليم، فإن كل الأشياء الأخرى سوف يُنظر إليها من حيث أهميتها بالنسبة للوضع الأفريقي، ومساهمتها في فهم ذاتها. وكانت هذه الفلسفة ذات أهمية سياسية أيضًا في وقت كانت فيه الهيئات الحاكمة في شرق إفريقيا تناضل ضد نفوذ القوى الاستعمارية السابقة، مثل الولايات المتحدة وبريطانيا العظمى. وفي الوقت نفسه، وصف ليونج شرق أفريقيا بأنها أرض قاحلة أدبية.
في شباط 2020، أوقفت جامعة جوبا لو ليونغ عن التدريس، بسبب كتابته تعليقات انتقادية لحكومة جنوب السودان في صحيفة محلية في جنوب السودان. وفي رسالة إلى البروفيسور جون أ. أكيك، نائب رئيس جامعة جوبا، أعرب 28 أكاديميًا مقيمًا في الولايات المتحدة، بما في ذلك عدد من خريجي جامعة جوبا من جنوب السودان، عن معارضتهم للتعليق.
وفقًا للموسوعة البريطانية: «كتب ليونج سرديات قصيرة خيالية للغاية، مثل التثبيتات (1969)، والشعر الحر غير التقليدي (...) يتكون إنتاجه غير الخيالي من مقالات شخصية جدلية ومسلية ونقد أدبي جريء (...)، يقدم أفكارًا جديدة وتحديًا بطريقة أصلية.»
نشر ليونغ أكثر من عشرين كتابًا، بما في ذلك كتاب حمل المعرفة إلى أعلى شجرة نخيل (1998)، وهو كتاب مختارات شعرية تتناول مختلف القضايا المعاصرة وتتتبع التقدم الأفريقي في التاريخ الحديث. نشر مكتب الأدب في شرق أفريقيا (EALB) العديد من أعمال ليونغ المبكرة باللغة الإنجليزية، وكذلك في الترجمة إلى لغات شرق أفريقيا.
وفي مقدمته لكتاب السودان الأدبي : مختارات من الأدب من السودان وجنوب السودان، كتب:
في هذه المجموعة، يتمرّد معظم الكتّاب ضد النظام أو يخوضون نوعًا من الحرب الوجودية. [...] كان من المفترض أن يساعد فنانو العالم الثالث، خلال عقود استقلال إفريقيا من عام 1950 إلى 1970، السياسيين في الدفع نحو ثورة ثقافية والاستقلال. ولكن بعد أن رأوا كيف يتلاعب السياسيون بالشيك على بياض الذي منحناه لهم، فقد حان الوقت لكي يعبّر الفنانون عن تطلعات الشعوب إلى الديمقراطية، واحترام حقوق الإنسان، والاستقلال الوطني الحقيقي، مع التركيز على الاستقلال الاقتصادي والرفاه للجميع.— طبان لو لوينغ

## الفهرس

### مجموعات شعرية
- الأضلاع غير المتساوية لفرانز فانون (1971)
- زنجي آخر ميت (1972)
- أغاني التخلف (1976)
- أبقار شامبات (1992)
- كلمات تذيب الجبل (1996)
- حمل المعرفة إلى أعلى شجرة نخيل (1997)
- عشاق الجثث وكارهوها (2005)
- بعد طروادة (2021)

### مجموعات قصصية
- التثبيتات (1969)

### غير خيالي
- تأملات في طي النسيان (1970)
- الرجل ذو الزي الرسمي: مقالات (1971)
- ثلاثة عشر هجومًا ضد أعدائنا (1973)
- التنوع العالمي للزنوج (1976)
- تأملات تابان لو ليونغ (1978)
- عيد الميلاد في لودوار (1979؛ نُشر لأول مرة في عام 2009)
- كلمة أخيرة أخرى (1990)
- الثقافة هي روتان (1991)
- تحية لأونيامي (1997)

### المسرحيات
- شوهات وسوهات (2007)

### النقد الأدبي
- الكلمة الأخيرة: التوليف الثقافي (1969)

## قراءة إضافية
- مختارات نورتون في النظرية والنقد (ليتش).
- الخطوط الزمنية الأفريقية الخامسة: أفريقيا ما بعد الاستقلال والاتجاهات المعاصرة
- أرشيفات أفريليت 5
- الخطاب السياسي – نظريات الاستعمار وما بعد الاستعمار
- سام راديتلهالو، "مقابلة | تابان لو ليونغ" ، 1997.